# Sambar (rodzaj ssaków)
Sambar (Rusa) – rodzaj ssaków z podrodziny jeleni (Cervinae) w obrębie rodziny jeleniowatych (Cervidae).

## Rozmieszczenie geograficzne
Rodzaj obejmuje gatunki występujące w orientalnej Azji.

## Morfologia
Długość ciała 130–210 cm, długość ogona 8–33 cm, wysokość w kłębie 55–160 cm; długość poroża samców 25–128 cm; masa ciała samic 40–230 kg, samców 40–350 kg.

## Systematyka
Rodzaj zdefiniował w 1827 roku angielski przyrodnik Charles Hamilton Smith w rozdziale poświęconym systematyce ssaków w publikacji traktującej o królestwie zwierząt. Smith wymienił kilka gatunków – Cervus mariannus A.G. Desmarest, 1822, Cervus peronii G. Cuvier, 1825 (= Cervus timorensis de Blainville, 1822), Cervus Axis unicolor Kerr, 1792, Cervus equinus G. Cuvier, 1823, Cervus aristotelis G. Cuvier, 1823 (= Cervus Axis unicolor Kerr, 1792), Cervus hippelaphus C.H. Smith, 1826 (= Cervus Axis unicolor Kerr, 1792) – nie wskazując gatunku typowego; w ramach późniejszego oznaczenia w 1949 roku duński zoolog Adriaan Cornelis Valentin van Bemmel na typ nomenklatoryczny wyznaczył sambara jednobarwnego (R. unicolor).

### Etymologia
- Rusa (Rusas, Russa): mal. rusa ‘jeleń’[16].
- Hippelaphus: gr. ιππελαφος ippelaphos ‘koń-jeleń’, od ιππος ippos ‘koń’; ελαφος elaphos ‘jeleń’[17]. Gatunek typowy: Bonaparte w oryginalnym opisie nie wymienił żadnego gatunku; gatunek typowy (późniejsze oznaczenie) Cervus hippelaphus de Blainville, 1822 (= Cervus unicolor Kerr, 1792).
- Melanaxis: gr. μελας melas, μελανος melanos ‘czarny’; rodzaj Axis C.H. Smith, 1827 (aksis)[18]. Gatunek typowy (oryginalne oznaczenie):  Cervus alfredi P.L. Sclater, 1870.
- Sambur (Sambar): hindi sambre ‘jeleń’, od sanskryckiego çambara ‘rodzaj jakiegoś jelenia’[19]. Gatunek typowy (oryginalne oznaczenie): Cervus aristotelis G. Cuvier, 1823 (= Cervus unicolor Kerr, 1792).
- Roussa: wariant pisowni mal. rusa ‘jeleń’[16]. Gatunek typowy (oryginalne oznaczenie): Cervus equinus[f] G. Cuvier, 1823.
- Ussa: forma mal. rusa ‘jeleń’ używana na Filipinach[20]. Gatunek typowy: Heude wymienił kilkadziesiąt gatunków – Ussa barandanus[g] Heude, 1888, Ussa ambrosianus Heude, 1888 (= Cervus mariannus A.G. Desmarest, 1822), Ussa brachyceros Heude, 1888 (= Cervus mariannus A.G. Desmarest, 1822), Ussa chrysotrichos Heude, 1888 (= Cervus mariannus A.G. Desmarest, 1822), Ussa corteanus Heude, 1888 (= Cervus mariannus A.G. Desmarest, 1822, Ussa crassicornis Heude, 1888 (= Cervus mariannus A.G. Desmarest, 1822), Ussa dailliardianus Heude, 1888 (= Cervus mariannus A.G. Desmarest, 1822), Ussa elorzanus Heude, 1888 (= Cervus mariannus A.G. Desmarest, 1822), Ussa garcianus Heude, 1888 (= Cervus mariannus A.G. Desmarest, 1822), Ussa gonzalinus Heude, 1888 (= Cervus mariannus A.G. Desmarest, 1822), Ussa gorrichanus Heude, 1888 (= Cervus mariannus A.G. Desmarest, 1822), Ussa guevaranus Heude, 1888 (= Cervus mariannus A.G. Desmarest, 1822), Ussa guidoteanus Heude, 1888 (= Cervus mariannus A.G. Desmarest, 1822), Ussa hipolitianus Heude, 1888 (= Cervus mariannus A.G. Desmarest, 1822), Ussa longicuspis Heude, 1888 (= Cervus mariannus A.G. Desmarest, 1822), Ussa macarianus Heude, 1888 (= Cervus mariannus A.G. Desmarest, 1822), Ussa maraisianus Heude, 1888 (= Cervus mariannus A.G. Desmarest, 1822), Ussa marzaninus Heude, 1888 (= Cervus mariannus A.G. Desmarest, 1822), Ussa microdontus Heude, 1888 (= Cervus mariannus A.G. Desmarest, 1822), Ussa nublanus Heude, 1888 (= Cervus mariannus A.G. Desmarest, 1822), Ussa ramosianus Heude, 1888 (= Cervus mariannus A.G. Desmarest, 1822), Ussa rosarianus Heude, 1888 (= Cervus mariannus A.G. Desmarest, 1822), Ussa roxasianus Heude, 1888 (= Cervus mariannus A.G. Desmarest, 1822), Ussa rubiginosus Heude, 1888 (= Cervus mariannus A.G. Desmarest, 1822), Ussa spatharius Heude, 1888 (= Cervus mariannus A.G. Desmarest, 1822), Ussa telesforianus Heude, 1888 (= Cervus mariannus A.G. Desmarest, 1822), Ussa tuasoninus Heude, 1888 (= Cervus mariannus A.G. Desmarest, 1822), Ussa verzosanus Heude, 1888 (= Cervus mariannus A.G. Desmarest, 1822), Cervus nigricans Brooke, 1876 i Ussa francianus Heude, 1888 (= Cervus mariannus A.G. Desmarest, 1822) – z kótrych gatunkiem typowym jest Ussa barandanus Heude, 1888.
- Epirusa: gr. επι epi ‘blisko’[21]; rodzaj Rusa C.H. Smith, 1827. Gatunek typowy (oryginalne oznaczenie): †Epirusa hilzheimeri Zdansky, 1925.

### Podział systematyczny
Pozycja systematyczna gatunków w obrębie rodzaju Rusa jest kontrowersyjna. Rusa wydaje się być parafiletyczny w stosunku do Cervus, ponieważ badania molekularne przeprowadzone w 2020 roku wykazały, że R. timorensis i R. unicolor są bliżej spokrewnione z Cervus niż z R. marianna i R. alfredi; jednakże inne badania molekularne i morfologiczne wskazują na bliski związek między Rusa i Rucervus. Jest prawdopodobne, że Rusa zostanie podzielony na dwa odrębne rodzaje (jeden dla R. timorensis i R. unicolor, a drugi dla R. marianna i R. alfredi) lub włączony do Cervus. Do rodzaju należą następujące występujące współcześnie gatunki:
| Grafika | Gatunek         | Autor i rok opisu     | Nazwa zwyczajowa   | Podgatunki         | Rozmieszczenie geograficzne | Podstawowe wymiary                               | Status IUCN |
| ------- | --------------- | --------------------- | ------------------ | ------------------ | --- | ------------------------------------------------ | ----------- |
|         | Rusa timorensis | (de Blainville, 1822) | sambar sundajski   | 7 podgatunków      | rodzimy dla Jawy i Bali; w czasach starożytnych introdukowany na Lombok, Flores, Sumbawa, Sumba, Timor, Celebes i Moluki; w ciągu ostatnich stuleci wprowadzony w wielu miejscach, w tym w Nowej Gwinei, na Wyspach Aru, Nowej Brytanii, Australii, Nowej Zelandii, Nowej Kaledonii, Mauritiusie i Komorach; zakres wysokości: 0–900 m n.p.m. | DC: 140–180 cm DO: około 25 cm MC: 50–135 kg     | VU          |
|         | Rusa unicolor   | (Kerr, 1792)          | sambar jednobarwny | 5 podgatunków      | Indie, Nepal i Sri Lanka na wschód do południowej Chińskiej Republiki Ludowej (włącznie z Hajnanem) oraz Tajwanu, naq południe do Borneo, Sumatry i powiązanych wysp; introdukowany do AUstralii, Nowej Zelandii, Południwej Afryki i Stanów Zjednoczonych; zakres wysokości: do 3800 m n.p.m.                                                | DC: 160–210 cm DO: 25–33 cm MC: 90–350 kg        | VU          |
|         | Rusa alfredi    | (P.L. Sclater, 1870)  | sambar kropkowany  | gatunek monotypowy | endemit Filipin: zachodnie Visayas (Panay i Negros); zakres wysokości: 0–2000 m n.p.m. | DC: około 130 cm DO: około 12 cm MC: około 40 kg | EN          |
|         | Rusa marianna   | (Desmarest, 1822)     | sambar filipiński  | 3 podgatunki       | endemit Filipin: Luzon, Mindoro, Mindanao, Basilan, Samar i Leyte; introdukowany na Mariany (Guam, Saipan i Rota) oraz Karoliny (Pohnpei); zakres wysokości: do 2900 m n.p.m. | DC: około 140 cm DO: 8–12 cm MC: 40–60 kg        | VU          |

Kategorie IUCN:  VU  – gatunek narażony,  EN  – gatunek zagrożony.
Opisano również gatunki wymarłe z obszarów Azji:
- Rusa hilzheimeri (Zdansky, 1925)[9] (plejstocen).
- Rusa kendengensis (Dubois, 1908)[26] (fanerozoik).
- Rusa pachygnathus Zdansky, 1925[9] (plejstocen).
- Rusa stehlini (von Koenigswald, 1933)[27] (plejstocen).